# Jure Skvarč
Jure Skvarč (* 1964) ist ein slowenischer Amateurastronom und Asteroidenentdecker. Er entdeckte zwischen 1999 und 2008 insgesamt sieben Asteroiden.
Der Asteroid (89818) Jureskvarč wurde nach ihm benannt.